# Allerheiligenkirche (Unterwittighausen)

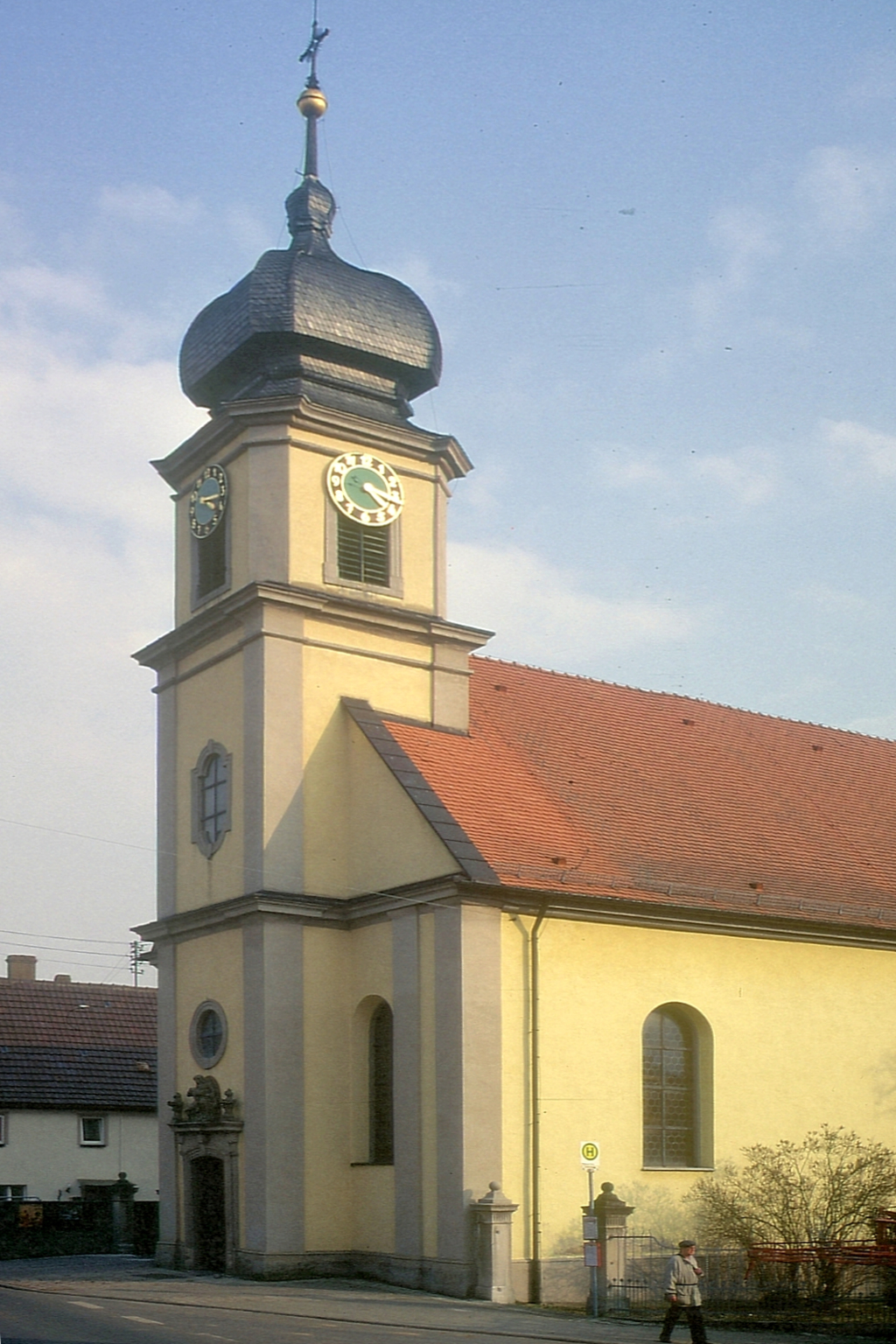
Die Allerheiligenkirche in Unterwittighausen

Die römisch-katholische Allerheiligenkirche in Unterwittighausen, einem Ortsteil von Wittighausen im Main-Tauber-Kreis, wurde 1739 nach den Plänen Balthasar Neumanns erbaut.

## Geschichte
1738 schuf der große Architekt Balthasar Neumann, Baumeister der Würzburger Residenz und vieler anderer bedeutender Bauten, die Pläne für die  neue Kirche. Grund dafür war die baufällig gewordene Kirche „St. Kilian“, die an gleicher Stelle gestanden haben soll. Am 16. Juni 1739 fand die Grundsteinlegung statt. Nicht belegt ist jedoch, ob Balthasar Neumann wirklich in Unterwittighausen war und er die Pläne eigenhändig schuf. Viel wahrscheinlicher ist, dass die Entwürfe von Baumanns Mitarbeitern nach Neumanns Ideenskizzen gezeichnet und ihm zur Prüfung vorgelegt wurden. Wie  auch in den anderen von Neumann entworfenen Landkirchen, gab er der Unterwittighäuser Kirche eher eine schlichte Raumform: ein ausgedehntes Langhaus mit einer halbkreisförmigen Bogenöffnung zum eingezogenen Altarraum. Eines der Merkmale der Kirche ist der über drei Geschosse geplante Fassadenturm, welcher mit einem „eingeschnürten Zwiebelhelm“ abgerundet ist. Mit halber Seitenlänge springt dieser an der Westseite hervor.
Trotz des großen Baumeisters erwies sich der Bau bereits nach wenigen Jahrzehnten als einsturzgefährdet. Um 1790 wurden der Chor und das Gewölbe des Mittelschiffs erneuert. Die Erneuerung erfolgte jedoch mit einer flachen Decke. Heute existieren keine Baupläne der Kirche mehr. Grund dafür ist der Luftangriff auf Würzburg, durch den im März 1945 ein großer Bestandteil der Pläne Balthasar Neumanns vernichtet wurden. Geweiht ist die Kirche „Allerheiligen“, wie der Name sagt, allen Heiligen. Das Patrozinium wird am 1. November gefeiert.
Die Allerheiligenkirche gehört zur Seelsorgeeinheit Grünsfeld-Wittighausen, die dem Dekanat Tauberbischofsheim des Erzbistums Freiburg zugeordnet ist.

## Renovierungen
Laut Aufzeichnungen wurde die Kirche erstmals im Jahre 1888 renoviert. Circa 15 Jahre später wurde an der südöstlichen Seite ein Anbau an den Chorraum angefügt, da die damalige Sakristei hinter dem Hauptaltar aufgegeben wurde. Der Vorteil dabei war, dass diese ab diesem Zeitpunkt auch direkt von außen zugänglich ist.
Im Jahre 1934 wurde der Kirchengang mit Steinplatten belegt. Drei Jahre zuvor fand eine Vergrößerung der Empore statt. Bereits zwei Jahre später erhielt die Kirche einen neuen Außenanstrich und eine Renovierung im Inneren. Dabei betrugen die Kosten für die Gemeinde 2.800 Reichsmark. Bereits zwei Jahre später erhielt die Wittighäuser Glaubensgemeinde eine Warmluftheizung für die kalten Winter.
1953 investierte die Pfarrgemeinde 20.000 DM in eine umgehende Sanierung. Danach fanden bis zur heutigen Zeit zwei große Renovierungen statt. Diese gingen von 1978 bis 1980 und von 2002 bis 2003. In der Letzteren bekam die Kirche im Inneren eine Auffrischung: die Deckengemälde wurden restauriert, die Wände gestrichen, eine modernere Lautsprechanlage und Warmluftheizung wurden installiert. Ebenso wurden die Bilder und Figuren sowie die Fenster renoviert.

## Ausstattung
Für die Innenausstattung der Barockkirche war der Würzburger Hofbildhauer Johann Peter Wagner verantwortlich, welcher als Meister der Rokokoplastik und des Frühklassizismus bekannt war. Er schuf den barocken Prunkaltar und die Kanzel.
Das Hochaltarbild macht dem Namen der Kirche alle Ehre. Es zeigt die Gesamtheit aller Heiligen. Über diesem ist ein Reliefbildnis mit Mariae Krönung zu sehen. Der Hochaltar an sich hat einen barocken Säulenaufbau.
Um den Altar herum sind vier Figuren lokaler Heiliger: Vorne links ist der aus Würzburg stammende heilige Aquilin, welcher mit einem Messer im Hals abgebildet ist.
Dahinter befindet sich der heilige Urban. Dieser war von 222 bis 230 Papst und gilt als Patron der Winzer.
Auf der rechten Seite befindet sich vorne der heilige Johannes Nepomuk.
Hinter diesem ist der Frankenapostel Kilian dargestellt. Er wirkte um 685 als Bischof von Würzburg und wurde gemeinsam mit seinen zwei Gefährten ermordet.
Der rechte Seitenaltar zeigt den Tod des heiligen Sebastian. Auf dem linken Seitenaltar wird die Kreuzigungsszene gezeigt. Beide Gemälde entstammen dem Künstler Georg Christan Urlaub.
Das Deckengemälde von 1965 zeigt die Kreuzauffindung durch die heilige Helena. Es wurde von den Firma Bronold gezeichnet und ist eine Kopie des gleichnamigen Bildes von Giovanni Battista Tiepolo. Tiepolo  nachempfunden wurde auch das an der linken Seitenwand hängende Porträt, das die Anbetung der Weisen zeigt.
Eine Plastik der Maria Immaculata, der unbefleckten Maria, befindet sich auf der linken Seite der Empore. Im Erdgeschoss darunter ist ein Kreuzweg, geschaffen vom Maler Peter Geist im Jahre 1861.
Im Glockenturm befinden sich vier Glocken. Drei sind aus dem Jahre 1950, gewidmet Maria mit dem Kind, dem heiligen Josef und einer Kreuzigungsgruppe mit Maria und Johannes. Die ältere wurde im Jahr 1928 gegossen und ist allen Heiligen gewidmet.
Die heutige Orgel baute 1973 die Firma Heissler aus Markelsheim. Als 2002/2003 die Innenrenovierung stattfand, wurde diese überholt. Sie besitzt ein Pedalwerk und zwei Manuale, sowie 15 klingende Register. „Verpackt“ sind die Orgelpfeifen aus Holz und Zinn-Blei-Ligaturen.